# The Pied Piper (1933)
The Pied Piper (Brasil: O Flautista Encantado) é um curta metragem animado baseado na história do Flautista de Hamelin. O curta foi dirigido por Wilfred Jackson e produzido pela Walt Disney Productions, como parte da série Silly Symphonies. Foi lançado em 16 de setembro de 1933.

## Enredo
Na cidade de Hamelin, houve um problema de roedores que se espalharam e comeram toda a comida da cidade. O prefeito achou que estava se tornando um grande incômodo até que o Flautista apareceu. O prefeito ofereceu-se para pagar-lhe um saco de ouro por seus serviços, ou pelo menos foi o que o Flautista pensou. Ele usou uma flauta para hipnotizar os ratos a segui-lo para fora de Hamelin. Em seguida, ele fez queijo com sua flauta, tentando os ratos a comê-los, e uma vez que todos os ratos estavam nos buracos do queijo, ele fez todos desaparecerem junto com o queijo. Quando ele voltou, foi enganado e só foi lhe dado uma moeda de ouro. O motivo foi porque o prefeito disse que ele só estava soprando um tubo. Então, vendo como todas as crianças foram obrigadas a trabalhar duro e nunca se divertirem, o Flautista se vingou e tirou todas as crianças de Hamelin e as levou com ele. O prefeito e os adultos pensavam que ele estava blefando, mas era verdade. Então ele abriu na parte de uma montanha uma cidade chamada Joyland para as crianças, com um parque infantil e alguns doces, e o Flautista e as crianças viveram felizes para sempre.